# Lepidodexia carvalhoi
Lepidodexia carvalhoi är en tvåvingeart som beskrevs av Guilherme A.M.Lopes 1984. Lepidodexia carvalhoi ingår i släktet Lepidodexia och familjen köttflugor. Inga underarter finns listade i Catalogue of Life.